# Alte Dorfkirche Röxe

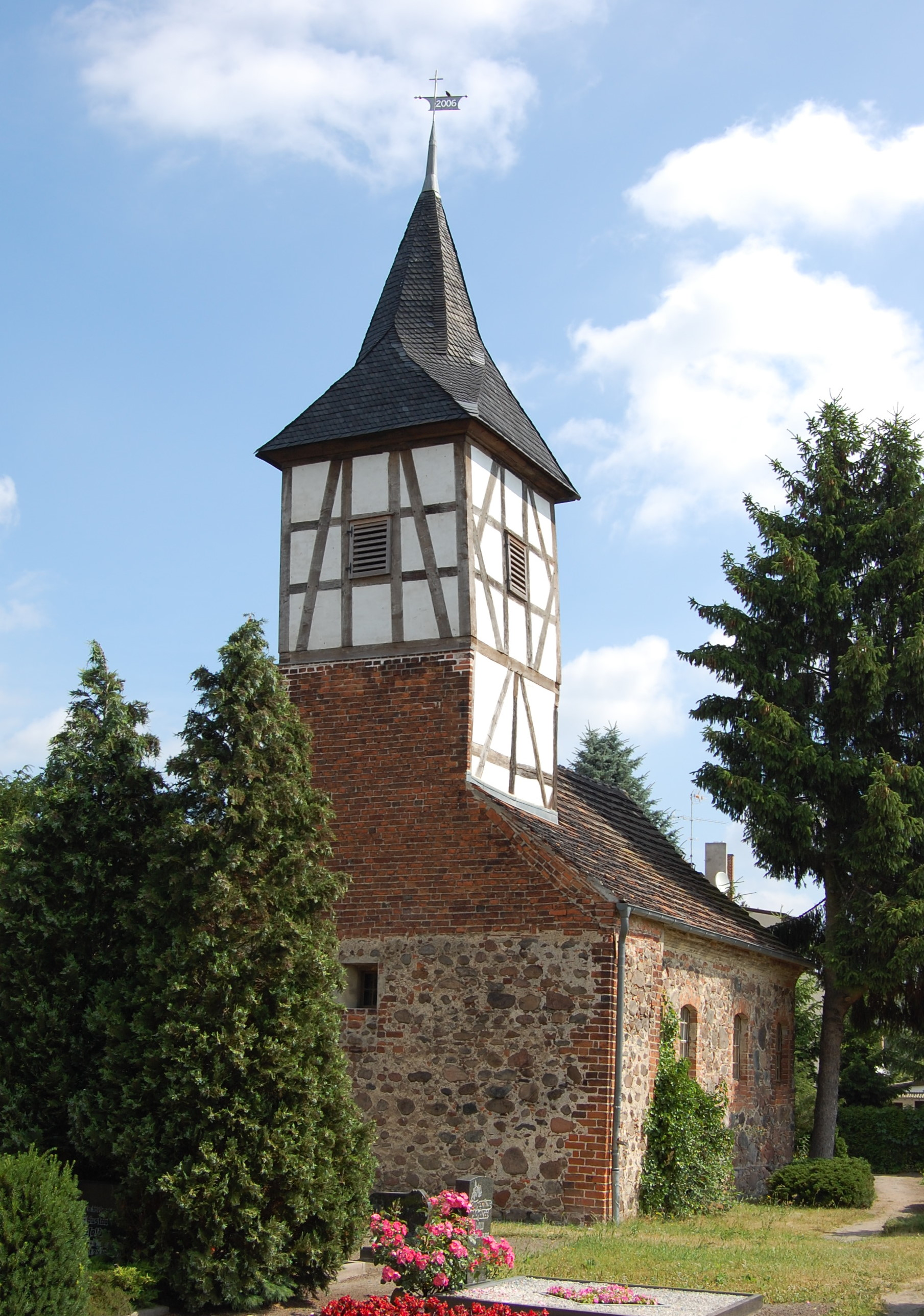
Alte Dorfkirche Röxe

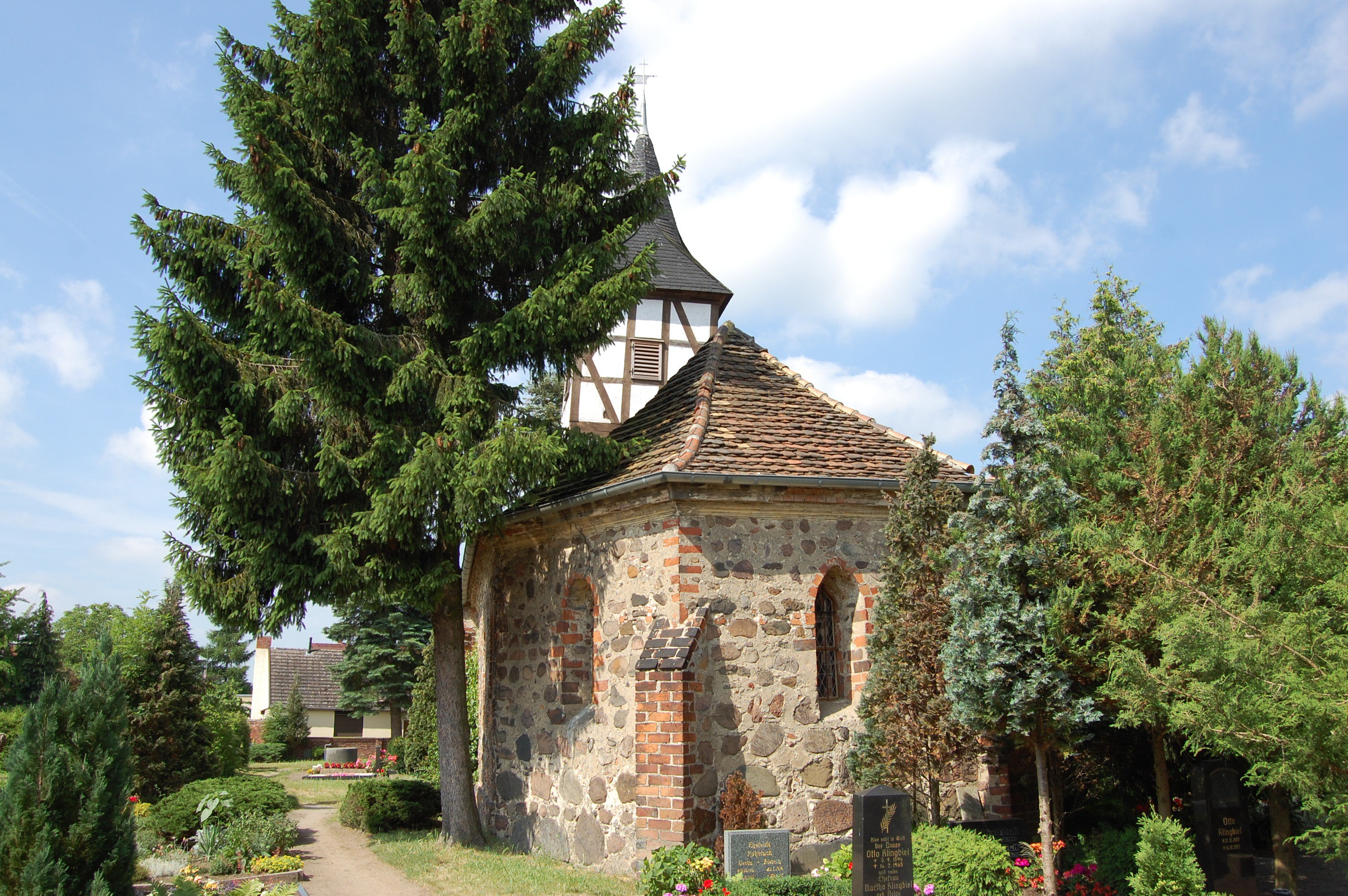
Blick von Osten

Die Alte Dorfkirche Röxe war die evangelische Kirche des Dorfes Röxe in der Altmark in Sachsen-Anhalt. Das Kirchengebäude dient heute als Friedhofskapelle. Die Kirchengemeinde des zwischenzeitlich nach Stendal eingemeindeten Ortes nutzt die 1904/05 gebaute neue Dorfkirche Röxe.

## Geschichte und Architektur
Die kleine Saalkirche ist in ihrem Kern spätromanischen Ursprungs. Der westliche Teil des Kirchenschiffs mitsamt seinem Sockel aus Feldsteinen entstand möglicherweise im 13. Jahrhundert. Der östliche Teil wird auf das 14. und 15. Jahrhundert datiert. Als Baumaterial dienten überwiegende Feldsteine, Teile sind aus Backstein errichtet. An der Ostseite des Kirchenschiffs befindet sich ein dreiseitiger Abschluss. Hier sind auch einige schmale Spitzbogenfenster erhalten. An der Westseite verfügt die Kirche über einen Backsteingiebel. Über diesem befindet sich ein Dachturm mit quadratischem Grundriss. Giebel und Turm dürften im Zuge einer Erneuerung der Kirche in der Zeit des Barock 1771 entstanden sein. In dieser Zeit wurden auch die übrigen Fensteröffnungen umgestaltet.
Das Innere der Kirche wird von einer flachen Balkendecke überspannt. Aus dem Jahr 1623 stammt ein einfach gehaltenes Altarretabel. Im Hauptfeld ist ein großes Gemälde mit einer Darstellung des Abendmahls zu sehen. Die Stifterfamilie ist in einem Gemälde in der Predella vor dem Gekreuzigten dargestellt. Christus als Weltenrichter findet sich im oberen Feld.
Auf einer gedrehten Säule steht die vom Anfang des 17. Jahrhunderts stammende hölzerne Kanzel. In den Feldern des Kanzelkorbs, die voneinander durch gedrehte Säulen abgegrenzt werden, sind die Evangelisten dargestellt. An der nordöstlichen Wand des Schiffs steht ein kleiner Sakristeischrank.